# Micha Hancock
Micha Hancock (McAlester, 10 de novembro de 1992) é uma voleibolista estadunidense que atua como levantadora.

## Carreira
Hancock integrou a equipe da Seleção dos Estados Unidos de Voleibol Feminino nos Jogos Olímpicos de Verão de 2020 em Tóquio, quando conquistou a medalha de ouro após derrotar a equipe brasileira na final por 3 sets a zero.

### Clubes
- Penn State University (2011–2014)
- Imoco Volley Conegliano (2015)
- Indias de Mayagüez (2015)
- Dąbrowa Górnicza (2015–2016)
- Impel Wrocław (2016–2017)
- US Pro Victoria Monza (2017–2019)
- Igor Gorgonzola Novara (2019-2021)